# František Čáp
František Čáp, né le 7 décembre 1913 à Čelákovice en Autriche-Hongrie (actuelle Tchéquie) et décédé le 12 janvier 1972 à Ankaran en Yougoslavie (actuelle Slovénie), est un réalisateur et scénariste tchécoslovaque puis yougoslave. Il utilise aussi parfois les noms F. Cap et Franz Cap.

## Filmographie

### Réalisateur
- 1939 : Désirs troublants (cs) (Ohnivé léto)
- 1940 : Babička (cs)
- 1940 : Panna (cs)
- 1941 : Le Papillon de nuit (cs) (Noční motýl)
- 1941 : Jan Cimbura (sl)
- 1941 : Preludij (sl)
- 1943 : Tanečnice (sl)
- 1943 : Mlhy na blatech (sl)
- 1943 : Děvčica z Beskyd (sl)
- 1946 : Les Hommes sans ailes (Muži bez křídel)
- 1947 : Znamení kotvy (sl)
- 1947 : L'Obscurité blanche (sl) (Bila tma)
- 1948 : Muzikant (sl)
- 1950 : Kronjuwelen (de)
- 1951 : Das ewige Spiel
- 1952 : Toute la ville tremble (de) (Die Spur führt nach Berlin)
- 1953 : Vesna
- 1954 : Ça commence par un péché (de) (Am Anfang war es Sünde)
- 1955 : Monsieur Alexandre (de) (Hilfe – sie liebt mich!)
- 1955 : Trenutki odločitve
- 1956 : La Fille au vautour (de) (Die Geierwally)
- 1957 : Ne čakaj na maj
- 1957 : Des filles et des hommes (La ragazza della salina)
- 1960 : Parachutage d'espions (sl) (X-25 javlja)
- 1962 : Naš avto (sl)
- 1968 : La Kermesse des brigands (de) (Die Kirmes der Briganten) (série télévisée)
- 1970 : Das Kamel geht durch das Nadelöhr (de)

## Récompenses

### Festival de Cannes
- 1946 : grand prix pour Les Hommes sans ailes.